# Let's Talk About Love Tour
Il Let's Talk About Love World Tour è il quarto tour mondiale di Céline Dion, e l'ottavo in assoluto.
Fu organizzato a partire dall'estate 1998 per supportare gli album "Let's Talk About Love" e "S'il suffisait d'aimer", a partire dal dicembre 1998 anche "These Are Special Times" e alla fine del 1999 "All the Way... A Decade of Song".
Nei Paesi francofoni la Dion eseguì regolarmente cinque canzoni tratte da "Let's Talk About Love" e cinque da "S'il suffisait d'aimer".

## Staff
- Tour director: Suzanne Gingue
- Production director: Ian Donald
- Assistant to the tour director: Michel Dion
- Front of house sound engineer: Danis Savage
- Stage sound engineer: Daniel Baron
- Sound system technicians: François Desjardins, Marc Beauchamp, Marc Thériault
- Lighting director: Yves Aucoin
- Assistant lighting director: Normand Chassé
- Lighting technicians: Jean-François Canuel, Antoine Malette, Michel Pommerleau
- Band gear technicians: Jean-François Dubois, Guy Vignola, Stéphane Hamel
- Set: Tonje Wold
- Head rigger: Frédéric Morosovsky
- Production assistant: Patrick Angélil
- Tour assistant: Louise Labranche
- Assistant to Céline: Manon Dion
- Bodyguard: Eric Burrows
- Hairstylist: Louis Hechter
- Stylist: Annie L. Hortch
- Choreographer: Dominique Giraldeau
- Musicians' wardrobe: D-U-B-U-C mode de vie

### Band
- Direttore musicale e tastiere: Claude "Mégo" Lemay
- Batteria: Dominique Messier
- Basso: Marc Langis
- Tastiere: Yves Frulla
- Chitarre: André Coutu
- Percussioni: Paul Picard
- Coristi: Julie LeBlanc, Barnev Valsaint, Elise Duguay

## Dirette TV e home video
I concerti del 19-20 giugno 1999 allo Stade de France di Parigi sono stati filmati sul DVD e VHS Au cœur du stade e incisi sull'album live Au cœur du stade nell'agosto 1999. Lo show "Millennium Concert" è stato trasmesso live sul canale tv del Quebec TVA.

## Dati Box office
| Luogo                            | Città        | Biglietti venduti / Disponibili | Incasso     |
| -------------------------------- | ------------ | ------------------------------- | ----------- |
| Pittsburgh Civic Arena           | Pittsburgh   | 17,347 / 17,347 (100%)          | $986,476    |
| Target Arena                     | Minneapolis  | 17,791 / 18,174 (98%)           | $963,771    |
| Kemper Arena                     | Kansas City  | 18,471 / 18,471 (100%)          | $982,038    |
| Market Square Arena              | Indianapolis | 15,697 / 15,697 (100%)          | $898,713    |
| Reunion Arena                    | Dallas       | 17,765 / 17,765 (100%)          | $993,233    |
| Alamodome                        | San Antonio  | 17,715 / 17,715 (100%)          | $1,047,750  |
| The Pyramid                      | Memphis      | 15,991 / 17,000 (94%)           | $948,130    |
| Compaq Center                    | Houston      | 15,847 / 15,847 (100%)          | $904,499    |
| Louisiana Superdome              | New Orleans  | 20,047 / 20,047 (100%)          | $1,153,562  |
| Amsterdam Arena                  | Amsterdam    | 61,083 / 61,083 (100%)          |             |
| Stade de France (19 giugno 1999) | Parigi       | 88,199 / 88,199 (100%)          |             |
| Don Valley Stadium               | Sheffield    | 43,469 / 43,469 (100%)          |             |
| Murrayfield Stadium              | Edimburgo    | 53,013 / 53,013 (100%)          |             |
| Stadio di Wembley                | Londra       | 122,397 / 122,397 (100%)        |             |
| Omaha Civic Auditorium           | Omaha        | 9,627 / 9,627 (100%)            |             |
| Molson Centre (31 dicembre 1999) | Montréal     | 20,001 / 20,001 (100%)          | $3,586,221  |
|                                  | TOTALE       | 484,736 / 485,745 (100%)        | $12,464,393 |

## Date del tour
| Nord America      |                   |                       |                                   |
| 21 agosto 1998    | Boston            | Stati Uniti d'America | Fleet Center                      |
| 22 agosto 1998    | Boston            | Stati Uniti d'America | Fleet Center                      |
| 25 agosto 1998    | Filadelfia        | Stati Uniti d'America | Core States Center                |
| 26 agosto 1998    | Washington        | Stati Uniti d'America | MCI Center                        |
| 30 agosto 1998    | East Rutherford   | Stati Uniti d'America | Continental Airlines Arena        |
| 31 agosto 1998    | Uniondale         | Stati Uniti d'America | Nassau Veterans Memorial Coliseum |
| 3 settembre 1998  | New York          | Stati Uniti d'America | Madison Square Garden             |
| 4 settembre 1998  | New York          | Stati Uniti d'America | Madison Square Garden             |
| 8 settembre 1998  | Toronto           | Canada                | Molson Amphitheatre               |
| 9 settembre 1998  | Toronto           | Canada                | Molson Amphitheatre               |
| 14 settembre 1998 | Chicago           | Stati Uniti d'America | United Center                     |
| 15 settembre 1998 | Chicago           | Stati Uniti d'America | United Center                     |
| 18 settembre 1998 | Cleveland         | Stati Uniti d'America | Gund Arena                        |
| 19 settembre 1998 | Cincinnati        | Stati Uniti d'America | The Crown                         |
| 22 settembre 1998 | Detroit           | Stati Uniti d'America | The Palace of Auburn Hills        |
| 23 settembre 1998 | Detroit           | Stati Uniti d'America | The Palace of Auburn Hills        |
| 25 settembre 1998 | Chapel Hill       | Stati Uniti d'America | Dean Smith Center                 |
| 27 settembre 1998 | Charlotte         | Stati Uniti d'America | Charlotte Coliseum                |
| 28 settembre 1998 | Nashville         | Stati Uniti d'America | Nashville Arena                   |
| 30 settembre 1998 | Tampa             | Stati Uniti d'America | Ice Palace                        |
| 2 ottobre 1998    | Orlando           | Stati Uniti d'America | Orlando Arena                     |
| 3 ottobre 1998    | Fort Lauderdale   | Stati Uniti d'America | National Car Rental Center        |
| 7 ottobre 1998    | Calgary           | Canada                | Canadian Airlines Saddledome      |
| 9 ottobre 1998    | Vancouver         | Canada                | GM Place                          |
| 10 ottobre 1998   | Seattle           | Stati Uniti d'America | KeyArena                          |
| 13 ottobre 1998   | Oakland           | Stati Uniti d'America | Oakland Coliseum                  |
| 14 ottobre 1998   | San Jose          | Stati Uniti d'America | San Jose Arena                    |
| 16 ottobre 1998   | Las Vegas         | Stati Uniti d'America | Thomas & Mack Center              |
| 21 ottobre 1998   | Inglewood         | Stati Uniti d'America | Great Western Forum               |
| 22 ottobre 1998   | Anaheim           | Stati Uniti d'America | Arrowhead Pond of Anaheim         |
| 25 ottobre 1998   | Phoenix           | Stati Uniti d'America | America West Arena                |
| 29 ottobre 1998   | Pittsburgh        | Stati Uniti d'America | Pittsburgh Civic Arena            |
| 1º dicembre 1998  | Albany            | Stati Uniti d'America | Pepsi Arena                       |
| 5 dicembre 1998   | Halifax           | Canada                | Halifax Metro Centre              |
| 7 dicembre 1998   | Montréal          | Canada                | Molson Centre                     |
| 8 dicembre 1998   | Montréal          | Canada                | Molson Centre                     |
| 11 dicembre 1998  | Montréal          | Canada                | Molson Centre                     |
| 12 dicembre 1998  | Montréal          | Canada                | Molson Centre                     |
| 13 dicembre 1998  | Montréal          | Canada                | Molson Centre                     |
| 17 dicembre 1998  | Montréal          | Canada                | Molson Centre                     |
| 18 dicembre 1998  | Montréal          | Canada                | Molson Centre                     |
| Asia              |                   |                       |                                   |
| Data              | Città             | Paese                 | Luogo                             |
| 25 gennaio 1999   | Caolun            | Hong Kong             | Aeroporto di Hong Kong Kai Tak    |
| 28 gennaio 1999   | Osaka             | Giappone              | Osaka Dome                        |
| 29 gennaio 1999   | Osaka             | Giappone              | Osaka Dome                        |
| 31 gennaio 1999   | Tokyo             | Giappone              | Tokyo Dome                        |
| 1º febbraio 1999  | Tokyo             | Giappone              | Tokyo Dome                        |
| 3 febbraio 1999   | Nagoya            | Giappone              | Nagoya Dome                       |
| Nord America      |                   |                       |                                   |
| Data              | Città             | Paese                 | Luogo                             |
| 12 febbraio 1999  | Honolulu          | Stati Uniti d'America | Aloha Stadium                     |
| 25 marzo 1999     | Minneapolis       | Stati Uniti d'America | Target Arena                      |
| 26 marzo 1999     | Milwaukee         | Stati Uniti d'America | Bradley Center                    |
| 29 marzo 1999     | Kansas City       | Stati Uniti d'America | Kemper Arena                      |
| 31 marzo 1999     | Indianapolis      | Stati Uniti d'America | Market Square Arena               |
| 2 aprile 1999     | Dallas            | Stati Uniti d'America | Reunion Arena                     |
| 4 aprile 1999     | San Antonio       | Stati Uniti d'America | Alamodome                         |
| 6 aprile 1999     | Memphis           | Stati Uniti d'America | The Pyramid                       |
| 7 aprile 1999     | Birmingham        | Stati Uniti d'America | Birmingham-Jefferson Coliseum     |
| 11 aprile 1999    | Houston           | Stati Uniti d'America | Compaq Center                     |
| 12 aprile 1999    | New Orleans       | Stati Uniti d'America | Louisiana Superdome               |
| Europa            |                   |                       |                                   |
| Data              | Città             | Paese                 | Luogo                             |
| 14 giugno 1999    | Amsterdam         | Paesi Bassi           | Amsterdam ArenA                   |
| 16 giugno 1999    | Bruxelles         | Belgio                | Stadio Re Baldovino               |
| 19 giugno 1999    | Parigi            | Francia               | Stade de France                   |
| 20 giugno 1999    | Parigi            | Francia               | Stade de France                   |
| 1º luglio 1999    | Zurigo            | Svizzera              | Letzigrund                        |
| 3 luglio 1999     | Monaco di Baviera | Germania              | Olympiastadion                    |
| 6 luglio 1999     | Sheffield         | Regno Unito           | Don Valley Stadium                |
| 8 luglio 1999     | Edimburgo         | Regno Unito           | Murrayfield Stadium               |
| 10 luglio 1999    | Londra            | Regno Unito           | Stadio di Wembley                 |
| 11 luglio 1999    | Londra            | Regno Unito           | Stadio di Wembley                 |
| Nord America      |                   |                       |                                   |
| Data              | Città             | Paese                 | Luogo                             |
| 8 settembre 1999  | Montréal          | Canada                | Molson Centre                     |
| 9 settembre 1999  | Montréal          | Canada                | Molson Centre                     |
| 11 settembre 1999 | Québec            | Canada                | Colisée Pepsi                     |
| 13 settembre 1999 | Ottawa            | Canada                | Corel Centre                      |
| 14 settembre 1999 | Ottawa            | Canada                | Corel Centre                      |
| 17 settembre 1999 | Toronto           | Canada                | Air Canada Centre                 |
| 18 settembre 1999 | Toronto           | Canada                | Air Canada Centre                 |
| 20 settembre 1999 | Buffalo           | Stati Uniti d'America | Marine Midland Arena              |
| 24 settembre 1999 | Boston            | Stati Uniti d'America | Fleet Center                      |
| 25 settembre 1999 | Providence        | Stati Uniti d'America | Providence Civic Center           |
| 27 settembre 1999 | Columbus          | Stati Uniti d'America | Value City Arena                  |
| 29 settembre 1999 | Omaha             | Stati Uniti d'America | Omaha Civic Auditorium            |
| 1º ottobre 1999   | Denver            | Stati Uniti d'America | Pepsi Center                      |
| 3 ottobre 1999    | St. Louis         | Stati Uniti d'America | Kiel Center                       |
| 22 ottobre 1999   | Atlantic City     | Stati Uniti d'America | Circus Maximus Theater            |
| 23 ottobre 1999   | Atlantic City     | Stati Uniti d'America | Circus Maximus Theater            |
| 24 ottobre 1999   | Atlantic City     | Stati Uniti d'America | Circus Maximus Theater            |
| 5 novembre 1999   | Ft. Lauderdale    | Stati Uniti d'America | National Car Rental Center        |
| 31 dicembre 1999  | Montréal          | Canada                | Molson Centre                     |

## Informazioni sul tour
Prima dell'inizio ufficiale del tour, Céline tenne quattro concerti per festeggiare il Capodanno cinese a Melbourne (Australia) il 31 gennaio e il 1º febbraio 1998, e alle Hawaii (Stati Uniti d'America) il 4 e 5 febbraio. La scaletta di questi concerti era simile a quella del Falling into You Tour con l'aggiunta di "The Reason" e "My Heart Will Go On".
I 35.000 biglietti per i primi due concerti nell'agosto 1998 a Boston finirono in mezz'ora, ricavando 2 milioni di dollari. La Dion rivelò che Boston è la città da cui è partito il tour perché è la prima città statunitense ad essersi innamorata di lei.
I 20.000 biglietti per il concerto inaugurale al National Car Rental Center di Fort Lauderdale (Florida), furono esauriti in meno di due ore.
In Europa Céline Dion si esibì in alcuni dei più grandi stadi in sei Nazioni diverse.
Molti shows annunciati dopo il maggio 1999 sono stati cancellati a causa dell'improvvisa malattia del marito e manager della Dion, René Angélil; alcuni sono stati posticipati, altri cancellati: (Dublino, Birmingham, Francoforte sul Meno, Göteborg, Vienna, Barcellona, Marsiglia, Lione, Colonia e Lisbona).
Céline Dion diede un'ultima performance pubblica di fronte ai 20.000 spettatori del Molson Centre di Montréal la sera del 31 dicembre 1999, con una scaletta più lunga e del tutto rimaneggiata, con ospiti speciali alcuni importanti cantanti canadesi. Il concerto fu trasmesso negli Stati Uniti d'America con il titolo di "Millennium Concert", e in Francia come "La dernière de Céline".
Il giorno successivo la cantante tenne un concerto privato a Las Vegas per la sua famiglia e per ospiti del settore musicale. In seguito, la cantante si ritirò dalle scene un paio di anni per dedicarsi alla sua famiglia.

## Informazioni sul concerto
Secondo Rolling Stone la scenografia costò più di 10 milioni di dollari e ci sarebbero voluti altri 100.000 dollari ogni volta per montare luci e palco in cui sarebbero state impiegate 80 persone dall'entourage del tour. La scenografia fu progettata da Yves Aucoin. Il palco era a forma di cuore e posto al centro dell'arena, sormontato da una copertura circondata da quattro megaschermi.

I costumi di scena furono disegnati da Christian Lacroix, tra i quali il kimono che Céline indossa in apertura.
Per la canzone di apertura, l'inno di amore universale "Let's Talk About Love", Céline Dion veniva raggiunta per il finale da un coro di ragazzini.
Durante il concerto, Céline eseguiva tre duetti virtuali, con i rispettivi artisti mostrati sui megaschermi: il violinista Taro Hakase in "To Love You More", "Treat Her Like a Lady" con Diana King, "Tell Him" con Barbra Streisand e "Immortality" con i Bee Gees.
Il corista Barnev Valsaint raggiungeva la Dion al centro del palco per duettare in "I'm Your Angel".
Céline riproponeva due cover dei Bee Gees, con il palco trasformato in una discoteca anni settanta. In un tailleur stile John Travolta cantava e ballava "Stayin' Alive", seguita da "You Should Be Dancing" cantata dai suoi coristi, durante la quale la Dion ballava passi ispirati a La febbre del sabato sera al centro del palco.
Jean-Jacques Goldman apparve a sorpresa per cantare in "J'irai où tu iras" e il violinista Taro Hakase per suonare in "To Love You More". Il violinista Mark Wood lo sostituì durante alcuni concerti alla fine del 1998, e Roddy Chiong della band di Shania Twain all'inizio del 1999. Durante gli altri concerti non c'erano violinisti, e immagini di Taro Hakase venivano proiettate sul megaschermo.
Diana King cantò "Treat Her Like a Lady" con Céline sul palco il 2 ottobre 1998 a Orlando (Florida). I Bee Gees apparvero per "Immortality" il giorno successivo a Fort Lauderdale (Florida).
"Love Is On the Way" e "All by Myself" furono sostituite nel dicembre 1998 rispettivamente da "I'm Your Angel" e "The Power of Love".

## Performance di apertura
- Human Nature (Asia)
- Dakota Moon (United States) (ad alcuni concerti)
- Corey Hart (Nord America) (ad alcuni concerti)
- André-Philippe Gagnon (Nord America)
- Danny Brillant (Parigi)
- The Corrs (Edimburgo)
- Mike + The Mechanics (Londra e Sheffield)
- Xavier Naidoo (Monaco di Baviera)

## Scaletta del concerto

### Anglofona
1. "Let's Talk About Love"
2. "Declaration of Love"
3. "Because You Loved Me"
4. "The Reason"
5. "It's All Coming Back to Me Now"
6. "To Love You More"
7. "Treat Her Like a Lady"
8. "Tell Him"
9. "S'il suffisait d'aimer"
10. "All by Myself"
11. Medley acustico:
  1. "The First Time Ever I Saw Your Face"
  2. "Because"
  3. "Tears in Heaven"
  4. "All the Way"
12. " Love Is On the Way "
13. "Love Can Move Mountains"
14. Medley Bee Gees:
  1. "Stayin' Alive"
  2. "You Should Be Dancing"
15. "Immortality"
16. "My Heart Will Go On"

### Francofona
1. "Let's Talk About Love"
2. "Dans un autre monde"
3. "Je sais pas"
4. "The Reason"
5. "Je crois toi"
6. "It's All Coming Back to Me Now"
7. "Treat Her Like a Lady"
8. "Terre"
9. "Tell Him"
10. "S'il suffisait d'aimer"
11. "On ne change pas"
12. "I'm Your Angel"
13. "The Power of Love"
14. Medley acustico:
  1. "Ce n'était qu'un rêve"
  2. "D'amour ou d'amitié"
  3. "Mon ami m'a quittée"
  4. "L'amour existe encore"
  5. "Un garçon pas comme les autres (Ziggy)"
15. "Love Can Move Mountains"
16. "Stayin' Alive"
17. "You Should Be Dancing" (Dance Interlude)
18. "Pour que tu m'aimes encore"
19. "My Heart Will Go On"